# 亞丁灣巴傑加州黑頭魚
亞丁灣巴傑加州黑頭魚，為黑頭魚科的其中一種，為深海魚類，分布於東大西洋、印度西太平洋熱帶海域，棲息深度350-1100公尺，體長可達38公分，棲息在中層水域，生活習性不明。

## 扩展阅读
維基物種上的相關：亞丁灣巴傑加州黑頭魚